# Maicas
Maicas ist eine spanische Gemeinde in der Provinz Teruel, die zur Autonomen Region Aragonien gehört. Sie ist Teil der Comarca (Kreis) Cuencas Mineras. 2024 hatte die Gemeinde 35 Einwohner. 

## Lage
Maicas liegt circa 64 Kilometer nordnordöstlich der Provinzhauptstadt Teruel in einer Höhe von ca. 955 m. 

## Bevölkerungsentwicklung
| Jahr      | 1970 | 1981 | 1991 | 2001 | 2011 | 2021 |
| Einwohner | 51   | 27   | 20   | 42   | 39   | 31   |

## Sehenswürdigkeiten

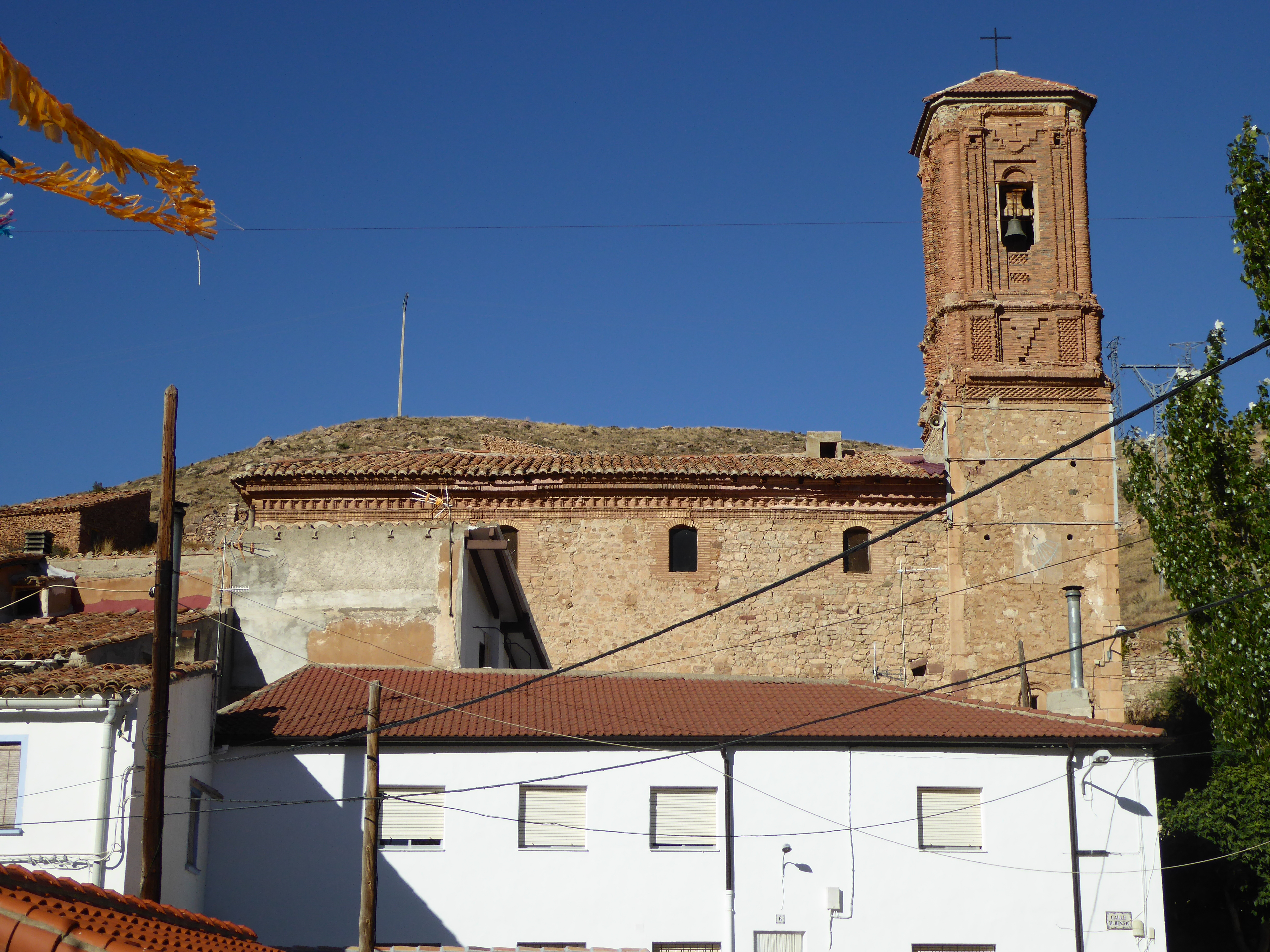
Johanniskirche

- Johanniskirche